# Volley Treviso 1995-1996

## Risultati ottenuti

### In Italia
- Serie A1: vince in finale contro l'Alpitour Traco Cuneo
- Coppa Italia: perde in finale contro l'Alpitour Traco Cuneo

### In Europa
- Coppa dei Campioni: 4º posto nelle Final four
- Supercoppa europea: perde in finale contro la Daytona Las Modena